# علف موئین
علف موئین (نام علمی: Aira) نام یک سرده از تیره گندمیان است.